# Chợ Sắt
Chợ Sắt (tiếng Pháp: Grande Marché) là một chợ tại Hải Phòng được xây dựng dưới thời Pháp thuộc, được xếp hạng là chợ loại I của Việt Nam và là một trong những chợ lớn nhất tại Hải Phòng.

## Vị trí
Chợ Sắt nằm ở quận Hồng Bàng, thành phố Hải Phòng. Chợ nằm ven sông Tam Bạc, vốn là tuyến đường thủy thông thương từ Hải Phòng đi các tỉnh.

## Lịch sử
Chợ được xây dựng ở khu phố nhượng địa từ cuối thế kỷ 19 dưới thời Pháp thuộc, khi đó gọi là chợ Lớn (Grande Marché). Chợ được xây dựng bằng vật liệu chủ yếu là sắt thép nên có tên gọi là chợ Sắt.
Nhờ địa thế thuận lợi bên tuyến đường thủy từ Hải Phòng đi các tỉnh nên dưới thời Pháp thuộc chợ Sắt từng là một chợ rất sầm uất, là đầu mối buôn bán chính từ Nam Định lên hoặc Quảng Yên xuống, tiếng tăm có thể sánh với chợ Đồng Xuân (Hà Nội), chợ Rồng (Nam Định), chợ Đông Ba (Huế), chợ Bến Thành (Sài Gòn).
Đến thời bao cấp, đây vẫn còn là một trong những trung tâm buôn bán lớn nhất tại miền Bắc. Vào thời kỳ đó, những người buôn bán trong chợ Sắt được coi là lớp người giàu có và thành đạt về kinh tế của Hải Phòng. Chợ Sắt Hải Phòng là nơi buôn bán hưng vượng, là đầu mối bán sỉ để từ đây, nhiều mặt hàng tỏa đi khắp cả nước. Bất cứ ai đặt chân đến Hải Phòng cũng tranh thủ làm một vòng dạo qua chợ Sắt, không mua gì thì cũng đi ngắm cho mãn nhãn. Chợ Sắt trở thành niềm tự hào, kiêu hãnh của đất Cảng.
Sau sự cố cháy năm 1985 cùng tác động của với cơ chế mới thời mở cửa, ý tưởng đầu tư xây dựng mới chợ Sắt đã nhanh chóng hấp dẫn các nhà đầu tư từ Trung Quốc. Năm 1992, một dự án trị giá 15 triệu USD do Công ty Liên danh hữu hạn Hải Thành làm chủ đầu tư được Nhà nước cấp giấy phép hoạt động. Chợ cũ được phá đi và liên doanh xây lại với 2.000 gian hàng có tổng diện tích sử dụng gần 40.000 m² trên diện tích khuôn viên 13.000 m².
Sau 2 năm xây dựng, giai đoạn một với nguyên đơn thứ nhất gồm một nửa toà nhà 6 tầng trên diện tích 5.000m² đã được đưa vào sử dụng. Đây là sự kiện từng là mối quan tâm hàng đầu của giới tiểu thương rất có thế lực về tài chính tại Hải Phòng. Thời điểm ấy, để có một gian hàng trong chợ Sắt mới, hộ kinh doanh phải bỏ ra ít nhất 50-60 triệu đồng để thuê quầy. Không ít người đã phải vất vả đôn đáo ngược xuôi, cầm cố tài sản.

## Hiện tại
Kể từ khi được xây dựng mới, chợ ngày càng vắng khách khiến cho các gian hàng phải đóng cửa do kinh doanh thua lỗ, tổng số quầy đang còn hoạt động kinh doanh tại đây chỉ khoảng 100 hộ. Nhiều hộ kinh doanh trong chợ Sắt trước đây giờ chuyển ra kinh doanh ở những dãy phố lân cận hoặc qua chợ Đổ (chợ Tam Bạc). Dân Hải Phòng cũng như khách thập phương cũng mất dần thói quen mua sắm ở chợ Sắt.
Sau thất bại của việc xây dựng và kinh doanh chợ giai đoạn I, một nửa diện tích còn lại đã được chuyển quyền đầu tư cho một đối tác khác là Công ty Liên danh hữu hạn Trường Thành (cũng Trung Quốc) vào năm 1997 với giá trị dự án 15 triệu USD. Tuy nhiên, giai đoạn 2 của dự án nhằm hoàn hiện thiết kế hình tròn của chợ chưa bao giờ được nhắc đến. Chợ Sắt vẫn chỉ là một nửa bán nguyệt như chiếc bánh gato cắt dở, phần còn lại được tận dụng làm khu nhà kho cho doanh nghiệp thuê. Một phần của khu đất dành cho giai đoạn 2 được mở siêu thị (Ánh Dương 2), tuy nhiên siêu thị này cũng đóng cửa sau một thời gian ngắn, khu này liên tục đổi chủ và hiện tại được chuyển thành quán ăn. Phần còn lại của khu đất này là những quầy hàng tạo thành một chuỗi liên tục với chợ Đổ. Năm 2011 những gian hàng tạm này được dẹp bỏ để xây dựng tòa nhà 2 tầng nhằm thay thế, tuy nhiên tòa nhà này ngay sau đó cũng lâm vào cảnh đìu hiu không có người thuê.
Tầng 1 chợ Sắt chủ yếu kinh doanh các thiết bị điện dân dụng, điện tử và đồ cũ và cũng chỉ có các gian hàng sát vỉa hè hoạt động là chủ yếu. Các tầng trên hầu như bỏ hoang.
Cuối năm 2021, theo chủ trương chỉnh trang đô thị khu vực trung tâm thành phố Hải Phòng, chợ Sắt sẽ bị phá dỡ, nhường chỗ cho tổ hợp trung tâm thương mại, vui chơi giải trí, khách sạn và văn phòng cho thuê có diện tích 15200 mét vuông với vốn đầu tư hơn 6000 tỷ đồng do công ty Cổ phần May - Diêm Sài Gòn làm chủ đầu tư. Theo đó, từ ngày 5 đến 15 tháng 3 năm 2022, các tiểu thương và hộ kinh doanh tại chợ Sắt buộc phải di dời đến khu chợ tạm, bàn giao mặt bằng theo yêu cầu của thành phố. Đến ngày 15 tháng 3 năm 2022, nhiều hạng mục của chợ Sắt đã được rào chắn phục vụ hoạt động phá dỡ.